# 马鞍山至博望市域铁路
马鞍山至博望线是中华人民共和国安徽省马鞍山市内的一条规划中的城际铁路。
在马鞍山市“十四五”综合交通运输体系发展规划下，马鞍山市将在“十四五”期间建设该铁路。
该市域线自采石矶站引出，向东沿九华路穿越马鞍山市主城区，而后向南穿越安山，上跨 沪武高速公路后向东沿规划省道S442、规划省道S446和省道S314走行，穿越博望区后折向南止于南京地铁S9号线（宁高城际）明觉站。线路依次经过采石矶国家风景名胜区、市南部城区、秀山新区、向山镇，博望区丹阳镇、新市镇和博望新城。线路总长49.8公里，均为高架线，设车站11座，均为高架站，平均站间距为4.94公里。